# Villosa constricta
Villosa constricta е вид мида от семейство Unionidae. Видът не е застрашен от изчезване.

## Разпространение и местообитание
Разпространен е в САЩ (Вирджиния, Северна Каролина и Южна Каролина).
Обитава пясъчните дъна на сладководни басейни, реки и потоци.

## Описание
Популацията на вида е стабилна.